# غريب أباد (استر أباد)
غریب أباد (بالفارسية: قریب‌آباد) هي قرية تقع في إيران في قسم استر أباد الریفي.